# Arthur Law (hokeista na trawie)
Arthur A. Law – walijski hokeista na trawie. Brązowy medalista olimpijski z Londynu (1908).
Grał w jedynym meczu, jaki Walijczycy rozegrali w turnieju (jako napastnik). 30 października 1908 w meczu półfinałowym, Walijczycy zmierzyli się z Irlandczykami. Walia przegrała 1-3, tym samym odpadając z turnieju. Pokonani w półfinałach mieli jednak zagwarantowany brązowy medal olimpijski, bowiem nie rozgrywano meczu o trzecie miejsce (medale zdobyły wszystkie cztery drużyny z Wielkiej Brytanii (Anglia, Irlandia, Szkocja i Walia), jednak wszystkie przypisywane są Zjednoczonemu Królestwu). Law gola jednak nie strzelił.